# Ludwig Kumlien
Ludwig Kumlien (Sumner, 15 marzo 1853 – Milton, 4 dicembre 1902) è stato un ornitologo statunitense.
Prese parte alla spedizione polare di Howgate nel 1877 e raccolse un gran numero di esemplari di uccelli che portarono alla scoperta di diverse nuove specie tra cui quello che oggi è conosciuto come il gabbiano di Kumlien chiamato così in suo onore (Larus kumlieni).
Kumlien nacque in una capanna di legno a Sumner, nella contea di Jefferson, dal naturalista svedese Thure Kumlien e da sua moglie Christina Wallberg. Ludwig andò a scuola seguito dalla Albion Academy nella contea di Dane, nel Wisconsin, dove suo padre era professore di zoologia e botanica. Laureatosi nel 1873, si unì per un po' all'Università del Wisconsin e ottenne un master in scienze al Milton College nel 1892. Si unì alla spedizione polare di Howgate come naturalista nel 1877-78. Tra gli esemplari di uccelli scoperti c'era un gabbiano che William Brewster descrisse come una nuova specie chiamata Larus kumlieni (gabbiano di Kumlien). La spedizione venne finanziata dalle operazioni di caccia alle balene condotte durante il viaggio. In seguito divenne professore di fisica e storia naturale al Milton College nel 1894, dove influenzò molti studenti. Morì di cancro alla gola nella sua casa di Milton, nel Wisconsin, e fu sepolto nel cimitero di Milton.
Durante la spedizione polare di Howgate, Kumlien tenne accurate registrazioni dei nomi usati dagli Inuit per gli uccelli. Queste vennero riesaminate nel 1961 da Laurence Irving, che trovò i nomi invariati e in uso in una vasta area.